# Жученко, Григорий Прокофьевич
Григорий Прокофьевич Жученко (укр. Григорій Прокопович Жученко; 25 декабря 1922, Радионовка (ныне в черте Северска), Бахмутский район, Донецкая губерния, УССР — 25 мая 2016, Одесса, Украина) — советский военный лётчик, генерал-майор авиации. Участник Великой Отечественной войны, Герой Советского Союза (1945).

## Биография
Григорий Жученко родился 25 декабря 1922 года в селе Радионовка (ныне — в черте Северска Донецкой области Украины). Окончил семь классов школы и аэроклуб. В 1941 году был призван на службу в РККА. В 1943 году он окончил Ворошиловградскую военную авиационную школу пилотов. С того же года — на фронтах Великой Отечественной войны. Участвовал в боях за освобождение Украинской ССР, Ленинградской области, Прибалтики.
К сентябрю 1944 года старший лейтенант Григорий Жученко командовал эскадрильей 237-го штурмового авиаполка 305-й штурмовой авиадивизии 14-й воздушной армии 3-го Прибалтийского фронта. К тому времени он совершил 213 боевых вылетов на разведку и штурмовку скоплений боевой техники и живой силы противника, его военных объектов.
Последний боевой вылет Григорий Жученко выполнил 9 мая 1945 года.
Указом Президиума Верховного Совета СССР от 23 февраля 1945 года за «образцовое выполнение боевых заданий командования на фронте борьбы с немецкими захватчиками и проявленные при этом мужество и героизм» старший лейтенант Григорий Жученко был удостоен высокого звания Героя Советского Союза с вручением ордена Ленина и медали «Золотая Звезда» за номером 7363.
После окончания войны Жученко продолжил службу в Советской Армии. Участвовал в Параде Победы 1945 года. В 1960 году в звании полковника он был уволен в запас, впоследствии ему было присвоено звание генерал-майора запаса. В последнее время проживал в Одессе, до выхода на пенсию работал диспетчером и руководителем полётов Одесского объединённого авиационного отряда Гражданского воздушного флота.
Почётный гражданин Северска и Одессы. Также награждён двумя орденами Красного Знамени, орденом Александра Невского, двумя орденами Отечественной войны 1-й степени, орденом Отечественной войны 2-й степени, двумя орденами Красной Звезды, украинскими орденами «За заслуги» ІІ и ІІІ степени, Богдана Хмельницкого 1-й (5.05.2008), 2-й и 3-й степеней, рядом медалей. Отличник Гражданского воздушного флота.
Ушёл из жизни 25 мая 2016 года. Похоронен в Одессе, на Западном кладбище.

## Память
- Имя Григория Прокофьевича Жученко увековечено в Одессе :
  - на памятнике в сквере Героев-летчиков на 5-й станции Фонтанской дороги;
  - на Стене Героев на Театральной площади;
  - у стелы на площади Десятого апреля;
  - на Стене Героев в Военно-историческом музее Южного оперативного командования.
  - 3 июня историко-топонимическая комиссия Одесского горсовета единогласно поддержала инициатива о переименовании одной из улиц в честь Г. П. Жученко[9]
- На доме 5 по улице Колхозная Северска, где родился и жил Г. П. Жученко, 2 июля 2002 года состоялось открытие мемориальной доски в есть честь[10].